# Laurent Laot
Pour les articles homonymes, voir Laot.
Laurent Laot (né en 1938) est prêtre diocésain, sociologue et universitaire français.

## Biographie
Laurent Laot est né en 1938 à Bourg-Blanc dans le Finistère Nord. Il est issu d'une famille catholique mais non cléricale.
Il s'intéresse tout d'abord à la biologie puis effectue son service militaire (24 mois) comme appelé en Algérie entre 1959 et 1961.
De retour en métropole, il se tourne vers la prêtrise. Il est ordonné prêtre en 1964 et exerce dans une paroisse de Concarneau pendant près de trois ans. Il opère aussi dans le milieu de la Mission ouvrière. 
Il complète sa formation en obtenant une licence de théologie à la Faculté de théologie catholique de Strasbourg en 1965, puis un diplôme de sciences politiques à Sciences Po à Paris en 1970.
À partir de 1971, il intervient comme généraliste en sciences sociales auprès de groupes divers (en France essentiellement) dans les créneaux de l'analyse sociopolitique et socio-économique. 
Des années 1980 jusqu'en 2006, il est chargé de cours à l'UFR de lettres et sciences sociales de l'université de Bretagne-Occidentale à Brest, où il enseigne l'économie politique. Il est par ailleurs directeur de collections en sciences sociales aux éditions de l'Atelier (ex-Éditions ouvrières) et consultant dans une maison d'édition à Paris des années 1980 à la fin des années 1990.
La lettre ouverte qu'il adresse le 9 décembre 2012 aux évêques de France connaît un certain retentissement médiatique : il y explique pourquoi il est favorable au mariage entre personnes de même sexe.
Laurent Laot est prêtre diocésain à la retraite.

## Publications
Collaborations
- Le Parti socialiste unifié et les paysans, in Yves Tavernier et al., L'univers politique des paysans dans la France contemporaine, Presses de Sciences Po, 1972, 664 pages, pp. 223-242
- La réforme Juppé-Barrot de la Sécurité sociale, in L'année sociale : les dates, les faits, les dossiers, les documents-clés, les repères économiques (1996), Éditions de l'Atelier / Éditions ouvrières, coll. « Points d'appui », 1997
- Le fait religieux en France : l'« autrement » à l'œuvre et en attente de considération, in Xavier Durand (dir.), La France est-elle païenne ?, Éditions de l'Atelier, 2001, 127 p., pp. 7-30.

Ouvrages aux Éditions de l'Atelier / Éditions ouvrières
- La croissance économique en question : le socialisme nécessaire ?, 1974, 195 p.
- Les organisations du mouvement ouvrier français aujourd'hui : P.C.F., P.S., C.G.T., C.F.D.T., etc., 1977, 224 p.
- Les pays industrialisés au tournant. Socialisme-capitalisme ?, 1981, 266 p[10].
- Faire de la politique, 1983, 216 p[11].
- Catholicisme, politique, laïcité, 1990, 187 p[12].
- La laïcité, un défi mondial, coll. « Enjeux de société », 1998, 205 p.,  (ISBN 2-7082-3349-1)[13].

Aux Éditions L'Harmattan
- L'univers de la protection sociale. Un héritage en question, 2005, 358 p.,  (ISBN 9782747596428)[14].

Aux Éditions du Temps Présent
- De la laïcité. Chemins(s) faisant, préface de Didier Vanhoutte, 2012, 267 p[15].

Aux Éditions Golias
- Le principe catholique à l'épreuve, 2012, 144 p.
- Avoir 20 ans en Algérie, et après... Questions d'humanité, 2012, 87 p.

Articles
- À propos de la solidarité active de prêtres avec la classe ouvrière, dans Masses ouvrières, n° 323, novembre 1975, pp. 2-6
- Jeux et enjeux du pouvoir dans l’Eglise : à l’occasion de l’affiliations des prêtres, religieux et religieuses à la Sécurité sociale, dans Pouvoirs, revue française d'études constitutionnelles et politiques, n° 17 (Le pouvoir dans l’Église), septembre 1981, pp. 153-167
- Réflexions sur la structuration et le fonctionnement internes du PCF et du PS, dans Masses ouvrières, n° 374, février 1982, pp. 3-22
- La mondialisation vue sous l'angle social, dans Buddhaline, février 2000
- La mondialisation et le développement problématique(s), dans Cahiers de l'Atelier, avril-juin 2001, n° 492, pp. 33-46

Entretien
- Le défi de la laïcité, dans Rouge, hebdomadaire de la LCR, n° 1916, 29/03/2001 (propos recueillis pat Roland Pfefferkorn)